# 여섯줄아가미상어속
여섯줄아가미상어속(Hexanchus)은 신락상어과에 속하는 심해 상어 속의 하나이다. 몸길이는 5m까지 자라고, 몸무게는 600kg에 이르기도 한다.

## 하위 종
- 뭉툭코여섯줄아가미상어 (Hexanchus griseus) (Bonnaterre, 1788)
- 큰눈여섯줄아가미상어 (Hexanchus nakamurai) Teng, 1962